# Powiat Kronach
Powiat Kronach (niem. Landkreis Kronach) – powiat w Niemczech, w kraju związkowym Bawaria, w rejencji Górna Frankonia, w regionie Oberfranken-West.
Siedzibą powiatu Kronach jest miasto Kronach.

## Podział administracyjny
W skład powiatu Kronach wchodzą:
- cztery gminy miejskie (Stadt)
- siedem gmin targowych (Markt)
- siedem gmin wiejskich (Gemeinde)
- dwie wspólnoty administracyjne (Verwaltungsgemeinschaft)
- dwa obszary wolne administracyjnie (gemeindefreies Gebiet)

Miasta:
| Lp. | Nazwa miasta | Ludność (31.12.2011) | Powierzchnia km² |
| --- | ------------ | -------------------- | ---------------- |
| 1   | Kronach      | 17.201               | 66,99            |
| 2   | Ludwigsstadt | 3.489                | 58,72            |
| 3   | Teuschnitz   | 2.019                | 34,26            |
| 4   | Wallenfels   | 2.850                | 45,60            |

Gminy targowe:
| Lp. | Nazwa gminy targowej | Ludność (31.12.2011) | Powierzchnia km² |
| --- | -------------------- | -------------------- | ---------------- |
| 1   | Küps                 | 7.924                | 35,64            |
| 2   | Marktrodach          | 3.828                | 33,22            |
| 3   | Mitwitz              | 2.887                | 33,19            |
| 4   | Nordhalben           | 1.823                | 21,92            |
| 5   | Pressig              | 4.084                | 53,18            |
| 6   | Steinwiesen          | 3.558                | 55,08            |
| 7   | Tettau               | 2.252                | 23,80            |

Gminy wiejskie:
| Lp. | Nazwa gminy       | Ludność (31.12.2011) | Powierzchnia km² |
| --- | ----------------- | -------------------- | ---------------- |
| 1   | Reichenbach       | 729                  | 8,65             |
| 2   | Schneckenlohe     | 1.093                | 9,31             |
| 3   | Steinbach am Wald | 3.318                | 35,47            |
| 4   | Stockheim         | 5.076                | 25,37            |
| 5   | Tschirn           | 531                  | 20,13            |
| 6   | Weißenbrunn       | 2.981                | 26,40            |
| 7   | Wilhelmsthal      | 3.903                | 42,92            |

Wspólnoty administracyjne:
| Lp. | Nazwa wspólnoty administracyjnej | Ludność (31.12.2011) | Powierzchnia km² | Liczba gmin |
| --- | -------------------------------- | -------------------- | ---------------- | ----------- |
| 1   | Mitwitz                          | 3.980                | 42,50            | 2           |
| 2   | Teuschnitz                       | 3.279                | 63,04            | 3           |

Obszary wolne administracyjnie:
| Lp. | Nazwa obszaru      | Ludność (31.12.2011) | Powierzchnia km² |
| --- | ------------------ | -------------------- | ---------------- |
| 1   | Birnbaum           | niezamieszkany       | 8,15             |
| 2   | Langenbacher Forst | niezamieszkany       | 12,71            |